# Matthias Krizek
Matthias Krizek (Viena, 29 de agosto de 1988) es un ciclista austriaco que fue profesional entre 2008 y 2020.

## Palmarés
2011
- Campeonato de Austria en Ruta

2012
- 1 etapa del Baby Giro
- 3.º en el Campeonato de Austria en Ruta

2015
- 2.º en el Campeonato de Austria en Ruta

2017
- 1 etapa de la Flèche du Sud

2019
- Rhône-Alpes Isère Tour[2]

## Resultados en Grandes Vueltas
| Carrera | Carrera         | 2008 | 2009 | 2010 | 2011 | 2012 | 2013 | 2014  | 2015 | 2016 | 2017 | 2018 | 2019 | 2020 |
| ------- | --------------- | ---- | ---- | ---- | ---- | ---- | ---- | ----- | ---- | ---- | ---- | ---- | ---- | ---- |
|         | Giro de Italia  | —    | —    | —    | —    | —    | —    | —     | —    | —    | —    | —    | —    | —    |
|         | Tour de Francia | —    | —    | —    | —    | —    | —    | —     | —    | —    | —    | —    | —    | —    |
|         | Vuelta a España | —    | —    | —    | —    | —    | —    | 125.º | —    | —    | —    | —    | —    | —    |

—: no participa

Ab.: abandono

## Equipos
- Tyrol (2008-2010)
  - Tyrol-Team Radland Tirol  (2008-2009)
  - Tyrol Team (2010)
- Liquigas/Cannondale (2012-2014)
  - Liquigas-Cannondale (2012)[3]
  - Cannondale Pro Cycling (2013)
  - Cannondale (2014)
- Team Felbermayr-Simplon Wels (2015)
- Roth-Skoda (2016)
- Tirol Cycling Team (2017)
- Team Felbermayr-Simplon Wels (2018-2020)